# Neustetten
Neustetten is een gemeente in de Duitse deelstaat Baden-Württemberg, gelegen in het Landkreis Tübingen.
Neustetten telt 3.728 inwoners. De Gemeente Neustetten bestaat uit de dorpen Remmingsheim, Nellingsheim en Wolfenhausen.
Ammerbuch ·
Bodelshausen ·
Dettenhausen ·
Dußlingen ·
Gomaringen ·
Hirrlingen ·
Kirchentellinsfurt ·
Kusterdingen ·
Mössingen ·
Nehren ·
Neustetten ·
Ofterdingen ·
Rottenburg am Neckar ·
Starzach ·
Tübingen